# Железный кулак (1-й сезон)
Первый сезон американского телевизионного веб-сериала «Железный кулак», который основан на одноимённом персонаже Marvel Comics, рассказывает о Дэнни Рэнде, который возвращается в Нью-Йорк после того, как в течение 15 лет считался мёртвым и должен выбирать между наследием своей семьи и своими обязанностями Железного кулака. Сериал входит в Кинематографическую вселенную Marvel (КВМ), и он напрямую связан с фильмами и другими телесериалами франшизы. Производством сезона занималось Marvel Television совместно с ABC Studios и Devilina Productions, шоураннером сезона выступил Скотт Бак.
Финн Джонс исполняет роль Рэнда, и главные роли также исполняют Джессика Хенвик, Том Пелфри, Джессика Строуп, Рамон Родригес, Саша Дхаван, Розарио Доусон и Дэвид Уэнэм. Разработка сериала началась в конце 2013 года, в декабре 2015 года Бака наняли в качестве шоураннера сериала, а в феврале 2016 года Джонс получил роль Рэнда. Съёмки проходили в Нью-Йорке с апреля по октябрь 2016 года, при этом основное внимание уделялось изучению «Одного процента из одного процента» с помощью сюжета, места действия и дизайна костюмов. Также изучается опыт персонажа в боевых искусствах, и каждый эпизод назван в честь последовательностей шаолинь цюань. Поскольку это последний из нескольких сезонов Marvel от Netflix, которые вышел перед кроссовером «Защитники», в нём закладывается фундамент к этому событию и присутствуют отсылки к предыдущим сериалам.
Премьера сезона состоялась 15 марта 2017 года в Нью-Йорке, а полный сезон из 13 серий вышел на Netflix 17 марта. Сезон получил в целом негативные отзывы от критиков, особенно за его темп и повествование, а также за игру Джонса. Уместность его кастинга и сюжетной линии с точки зрения расы также широко обсуждалась, в то время как боевые сцены в сезоне подвергались критике, будучи важным элементом, который был плохо отыгран, где плохая хореография и плохо смонтирован. И наоборот, игра Хенвик и использование известных персонажей Клэр Темпл и Джери Хогарт удостоились некоторой похвалы. Сторонний анализ данных определил, что изначально у сериала была большая аудитория, но в течение недели она снизилась. В июле 2017 года сериал был продлён на второй сезон.

## Эпизоды
| № общий | № в сезоне | Название                                                          | Режиссёр        | Автор сценария                                 | Дата премьеры |
| --- | ---------- | ----------------------------------------------------------------- | --------------- | ---------------------------------------------- | ------------- |
| 1 | 1          | «Снег укажет путь» «Snow Gives Way»                               | Джон Дал        | Скотт Бак                                      | 17 марта 2017 |
| Дэнни Рэнд, который 15 лет считался погибшим вместе со своей семьёй в авиакатастрофе в Гималаях, возвращается в Нью-Йорк и отправляется в «Rand Enterprises», чтобы встретиться с Гарольдом Мичамом, партнёром ныне покойного отца Дэнни, Уэнделла. Охрана прогоняет Дэнни, но он использует боевые искусства, чтобы пробиться к детям Гарольда, Уорду и Джой. Мичамы рассказывают, что Гарольд мёртв уже много лет, и они не верят, что Дэнни является тем, за кого себя выдаёт. Дэнни также получает отказ от Коллин Винг, на которую он хочет работать в её недавно открывшемся додзё. Мичамы считают, что появление «Дэнни» является уловкой их соперников, чтобы создать борьбу за лидерство в преддверии их запланированной экспансии в Китай, и Уорд нанимает наёмников, чтобы убить Дэнни. Винг видит, как он одолевает их. Уорд встречается с Гарольдом, который инсценировал свою смерть, и рассматривает возможность того, что Дэнни выжил в авиакатастрофе. Дэнни пытается рассказать Джой о действиях Уорда, но она усыпляет его лекарствами и помещает в психиатрическую больницу.                                                                                 |            |                                                                   |                 |                                                |               |
| 2 | 2          | «Теневой ястреб взлетает» «Shadow Hawk Takes Flight»              | Джон Дал        | Скотт Бак                                      | 17 марта 2017 |
| Дэнни назначают психиатру Полу Эдмондсу, которому Дэнни подтверждает свою истинную личность. Гарольд наблюдает за Дэнни через систему видеонаблюдения больницы и посылает Уорда предложить Винг деньги в обмен на её показания против Дэнни; она отказывается после разговора с Дэнни в больнице. Гарольд тайно навещает Дэнни и узнаёт, что Дэнни стал Железным кулаком и заклятым врагом Руки. Дэнни удаётся убедить Джой в своей идентичности, но Уорда не удаётся убедить. Дэнни объясняет Эдмондсу, что после авиакатастрофы он был спасён двумя монахами и доставлен в Кунь-Лунь, другое измерение, которое периодически соединяется с Землёй. Именно там он обучался боевым искусствам и обрёл силу Железного кулака. Ему не удаётся убедить Эдмондса, и он диагностирует у Дэнни посттравматическое стрессовое расстройство. Гарольд просит Уорда перевезти Дэнни в безопасное место, где он может быть полезен, но вместо этого Уорд приказывает своим людям, замаскированным под пациентов больницы, убить Дэнни. Последний использует силу Железного кулака, чтобы одолеть их и сбежать.                                                                              |            |                                                                   |                 |                                                |               |
| 3 | 3          | «Пушечный удар раската грома» «Rolling Thunder Cannon Punch»      | Том Шенклэнд    | Куинтон Пиплз                                  | 17 марта 2017 |
| При обучении боевым искусствам в Кунь-Луне, юный Дэнни пережил жестокое обращение со стороны монахов. В настоящее время таинственная мадам Гао наказывает Гарольда за то, что он покинул свой секретный пентхаус, чтобы навестить Дэнни. На Винг нападают сотрудники службы безопасности Уорда, которых она одолевает, прежде чем предоставить убежище Дэнни. Он также снова навещает Джой, и она предлагает ему деньги, чтобы он сменил личность и уехал. Дэнни отказывается и встречается с адвокатом своей семьи Джери Хогарт, которая обещает восстановить его личность в обмен на постоянный контракт между её фирмой и «Rand Enterprises». После нападения на невежливого ученика в додзё Винг Дэнни вынужден остановиться в другом месте, и Хогарт предоставляет ему квартиру в пользование. Адвокат использует отпечатки пальцев, чтобы доказать Джой и Уорду личность Дэнни, и обещает представить их в суде, если они помешают Дэнни вернуть компанию его семьи. Придя к выводу, что Гарольд жив, Дэнни следует за Уордом и взбирается по стене пентхауса, но его сталкивают с неё. Гарольд заставляет Уорда купить определённый пирс, что он и делает с помощью Джой. |            |                                                                   |                 |                                                |               |
| 4 | 4          | «Восьмая диаграмма ладони дракона» «Eight Diagram Dragon Palm»    | Мигель Сапочник | Скотт Рейнольдс                                | 17 марта 2017 |
| Потерявший сознание Дэнни приходит в себя в пентхаусе. Гарольд объясняет, что рак, от которого он «умер», был тайно вылечен Рукой, которая взамен потребовала от него лояльности и позволила ему раскрыть правду только Уорду. Гарольд просит Дэнни уничтожить Руку, чтобы освободить его, и приказывает Уорду согласиться с возвращением Дэнни в компанию, где о его возвращении объявляют на пресс-конференции. На заседании совета директоров Дэнни использует своё положение основного акционера, чтобы привести в исполнение своё решение о дешёвой продаже недавно разработанного препарата, чтобы спасти больше жизней. В своей квартире на Джой нападают и ранят оперативники Триады, которых Дэнни одолевает. Он отводит её в додзё Винг, прежде чем встретиться лицом к лицу с лидером Триады Ян Хай-Цинем, который затаил обиду на Джой за то, что она забрала пирс. Однако он отступает, когда Дэнни раскрывает причастность Руки. В награду за то, что он заполучил пирс, Рука позволяет Гарольду удалённо наблюдать за Джой. Он видит, что она ранена, и по его просьбе убивают ответственного за это члена Триады.                                                |            |                                                                   |                 |                                                |               |
| 5 | 5          | «Под листом сорви лотос» «Under Leaf Pluck Lotus»                 | Ута Бризевиц    | Кристин Чемберс                                | 17 марта 2017 |
| В Нью-Йорке появляется новый синтетический героин, который Дэнни связывает с Рукой. После того, как химический завод, принадлежащий Rand Enterprises, связан с раком, Рэнд лично извиняется перед пострадавшим гражданином, и его записывает адвокат, который распространяет это в СМИ. На заседании совета директоров, на котором Дэнни отсутствует, Уорд убеждает акционеров выступить против обвинений вместо того, чтобы принять на себя ответственность. Однако беспокойство из-за того, что Гарольд постоянно наблюдает за ним, заставляет Уорда попробовать новый героин. Дэнни убеждает Винг помочь ему проникнуть на пирс, где находятся контейнеры, загруженные обычными припасами. Внутри одного он обнаруживает Радована Бернивига, химика, который был вынужден создать героин, поскольку Рука держала в заложниках его дочь. Дэнни отбивается от охранника, чтобы освободить Радована, но охранник ранит последнего ножом. Клэр Темпл оказывает ему помощь как бывшая медсестра. Винг обещает помочь Дэнни победить Руку, в то время как Гао убивает охранника за неудачу.                                                                                         |            |                                                                   |                 |                                                |               |
| 6 | 6          | «Бессмертный выходит из пещеры» «Immortal Emerges from Cave»      | RZA             | Дуэйн Уоррелл                                  | 17 марта 2017 |
| Джой убеждает Уорда выбросить наркотики, которые он употребляет. Дэнни и Уорд начинают обыскивать склады Рэнда в поисках улик относительно операции Руки и находят отрубленную голову охранника Радована как послание, вызывающее Рэнда на бой. Дэнни отправляет Уорда разобраться с совещанием по кризисному управлению по поводу видео с его извинениями, в то время как сам принимает вызов: он будет бороться за освобождение дочери Радована — Сабины, но оставит свою компанию Руке, если проиграет. Дэнни сталкивается с Андреем и Григорием Везниковыми, Невестой девяти пауков и Косой , побеждая их всех по очереди с духовной помощью своего наставника из Кунь-Луня — Лей Куна. Однако Дэнни отказывается убить Косу, как приказывает Лей Кун. Гао освобождает Сабину, упоминая, что она была в Кунь-Луне и знала его отца, и легко побеждает Дэнни. Состояние Радована становится критическим, что вынуждает Темпл и Винг отвезти Бернивига в больницу, где его похищает Рука. |            |                                                                   |                 |                                                |               |
| 7 | 7          | «Валить дерево с корнями» «Felling with Tree Routes»              | Фаррен Блэкберн | Иэн Стоукс                                     | 17 марта 2017 |
| Члены Руки допрашивают Гарольда, заставляя отрезать себе палец, но вмешивается Дэнни. Гарольд убивает их и говорит Уорду сбросить тела в реку. Дэнни начинает развивать романтические отношения с Винг, и ведёт расследование в отношении своего отца. Гао прибывает в Rand Enterprises и советует Дэнни держаться подальше от нее, говоря, что знает про Коллин и Клэр. Дэнни видит, что она обсуждает дела с сотрудницей Rand, и позже убеждает последнюю покинуть город и сообщить ему свой пароль. Дэнни и Коллин убеждают Янга помочь им в борьбе с Рукой, а Джой убеждает Уорда отдохнуть от компании. На заседании совета директоров Рэнд объявляет о своем решении закрыть завод в Стейтен-Айленде, сохранив при этом работникам заработную плату; правление решает выгнать Дэнни, Уорда и Джой. Союзники Дэнни, Винг и Янга атакуют объект Руки, находя умирающего Радована. Он сообщает, что Гао уехала в Анчжоу, Китай, куда направлялись Рэнды, когда их самолет разбился. Гарольд узнает о плане Уорда сбежать и забирает его деньги, из-за чего Уорд противостоит отцу и убивает его, бросая тело в реку.                                                          |            |                                                                   |                 |                                                |               |
| 8 | 8          | «Благословение многих переломов» «The Blessing of Many Fractures» | Кевин Танчароен | Тамара Бечер-Уилкинсон                         | 17 марта 2017 |
| Рэнд делает вывод, что его отец собирался в Анчжоу, чтобы остановить операции Гао, из-за чего Рука отравила пилотов. Дэнни, Винг и Темпл отправляются в Анчжоу, где получают информацию от ближайшего нищего. Когда они проникают на предприятие Руки, прибывают люди Гао. Дэнни встречается с пьяным Чжоу Ченгом, который тренировался для боя с учеником Лей Куна. Дэнни избивает Ченга до полусмерти, пока не вмешиваются Темпл и Винг. Гао и ее люди вступают в бой с троицей, и Дэнни может использует силу Железного Кулака, чтобы победить их и захватить Гао. Управление предлагает Мичамам выходное пособие, чтобы убедить их уйти, и отчаявшийся Уорд пытается его принять, но Джой отказывается от него и нанимает частного детектива, чтобы найти доказательства, которые она сможет использовать, чтобы шантажировать членов совета директоров и позволить им остаться. Узнав об этом, Уорд решает рассказать Джой о Гарольде и отводит ее в пентхаус, но меняет свое мнение из-за чувства вины в убийстве отца. |            |                                                                   |                 |                                                |               |
| 9 | 9          | «Повелительница всех агоний» «The Mistress of All Agonies»        | Джет Уилкинсон  | Пэт Чарльз                                     | 17 марта 2017 |
| Дэнни допрашивает Гао в додзё Винг и, после неудачи, Темпл предлагает использовать сыворотку правды, чтобы заставить её говорить. Дэнни крадет немного в Rand Enterprises, и Гао начинает говорить о родителях Дэнни, прежде чем раскрывает, что она лжет и может противостоять влиянию сыворотки. Винг сообщает остальным, что ее отравили в Анчжоу, и просит связаться со своим наставником. Боевики Гао атакуют додзё, но терпят поражение, и вскоре прибывает Бакуто. Он рассказывает Рэнду, как использовать силу Железного Кулака, чтобы исцелить Коллин, после чего увозит её, Дэнни и Гао. Тем временем Гарольд приходит в себя и в течение нескольких часов восстанавливается. Он находит Уорда в пентхаусе и симулирует отпущение грехов. Уорд узнает от Янга, что те, кого возродила Рука, становятся более психически нездоровыми после каждого возрождения, и сначала убивают самых близких им людей. Гарольд убивает своего помощника Кайла и подкидывает героин в машину Уорда, чтобы подставить его. Уорд передается на попечение Эдмондс в психиатрической больнице, а Джой воссоединяется с Гарольдом в пентхаусе.                                             |            |                                                                   |                 |                                                |               |
| 10 | 10         | «Чёрный тигр крадёт сердце» «Black Tiger Steals Heart»            | Питер Хоар      | Куинтон Пиплз                                  | 17 марта 2017 |
| Дэнни просыпается в академии, которой управляет Бакуто, который учит его, как пополнить свою Ци. Дэнни становится подозрительным и проникает в запретную зону, где узнает от Гао, что Бакуто сам состоит в Руке. Дэнни противостоит Коллин, которая настаивает на том, что их фракция Руки «хорошая» и противостоит «плохой» фракции Гао. Бакуто посещает Гарольда и предлагает сотрудничество. Дэнни узнает, что Рука Бакуто ведет массовую слежку, и пытается сбежать из академии. В этом ему помогает его друг из Кунь-Луня Давос. Бакуто наносит удар Дэнни неизвестным предметом, прежде чем он и Давос пробиваются к воротам академии. Дэнни теперь не может призвать силу Железного Кулака, чтобы открыть ворота, но Винг открывает, позволяя им сбежать. Давос говорит Дэнни, что они должны вернуться в Кунь-Лунь. Действуя на основе материалов шантажа Джой, Гарольд убивает члена правления, но инсценирует это как самоубийство и отрицает свою причастность к Джой. Она убеждает правление восстановить Мичамов и Дэнни в должности. |            |                                                                   |                 |                                                |               |
| 11 | 11         | «Отведи лошадь обратно в конюшню» «Lead Horse Back to Stable»     | Дебора Чоу      | Иэн Стоукс                                     | 17 марта 2017 |
| Дэнни отказывается возвращаться в Кунь-Лунь, пока Рука не будет уничтожена. Он и Давос посещают Темпл, где она удаляет осколок оружия Бакуто из раны Дэнни, но у нее нет антибиотиков, необходимых для борьбы с инфекцией. Приходит Винг и пытается урезонить Дэнни. Она пытается доказать свои чувства к нему, используя свою связь с членом Руки в больнице, чтобы получить антибиотики для его раны. Дэнни идет в пентхаус, где Джой обнаруживает, что Бакуто переводил деньги Rand Enterprises на свои счета. Гарольд решает убить Бакуто и придумывает план, как вывести его и его агентов из комплекса, заставив Джой заморозить их счета. Рука захватывает Винг и отвозит ее на территорию. где Дэнни и Давос ждут появления Бакуто. Винг освобождается, убегает, и Дэнни бросается к ней, вместо того, чтобы ждать Бакуто, раскрывая Давосу свои чувства к ней. |            |                                                                   |                 |                                                |               |
| 12 | 12         | «Захват большого босса» «Bar the Big Boss»                        | Энди Годдард    | Скотт Рейнольдс                                | 17 марта 2017 |
| Уорд сбегает из больницы и идет в пентхаус, где пытается увести Джой от Гарольда. Прибывают Бакуто и его люди, он стреляет в Джой и дает Дэнни полчаса, чтобы он прибыл в пентхаус для спасения Мичамов. Несмотря на возражения Давоса, Дэнни решает пойти, и прибывает до того, как Бакуто мог обезглавить Гарольда, из-за чего он не смог бы воскреснуть. Дэнни использует силу Железного Кулака, чтобы отбиваться от воинов Руки, когда Давос и Винг прибывают на помощь. Винг противостоит Бакуто, побеждая его, но отказываясь убивать. Рэнд тоже отказывается, и это делает Давос. Разъяренный Дэнни нападает на Давоса и побеждает его. Он раскрывает свою ревность по поводу того, что Дэнни был выбран Железным Кулаком, и свою ярость по поводу того, что он отказался от священного долга Железного Кулака по защите Кунь-Луня. Давос уходит. Дэнни и Винг понимают, что тело Бакуто пропало. Гарольд и Уорд отвозят Джой в больницу. На следующий день Уорд предупреждает Дэнни, что его подставил Гарольд. В это время агенты УБН прибывают в додзё. Дэнни и Винг отбиваются от них и убегают.                                                                      |            |                                                                   |                 |                                                |               |
| 13 | 13         | «Дракон играет с огнём» «Dragon Plays with Fire»                  | Стивен Сёрджик  | Скотт Бак, Тамара Бечер-Уилкинсон и Пэт Чарльз | 17 марта 2017 |
| Гарольд берет под свой контроль Rand Enterprises. Рэнд и Винг идут в теперь заброшенную академию Руки, где Гао рассказывает, что Гарольд организовал авиакатастрофу, в которой погибли родители Дэнни. Уорд говорит Джой о действиях Гарольда, после чего идёт к нему. Гарольд отрицает, что подставил Дэнни, и Джой решает уйти. Уорд объединяется с Дэнни, Коллин и Клэр, чтобы остановить Гарольда. Он отправляется в Rand Enterprises, где его ранит Гарольд. Темпл отвлекает внимание, чтобы Дэнни и Винг могли проникнуть в здание, и пара смогла отбиться от телохранителей Гарольда. Дэнни следует за Гарольдом на крышу, где они сражаются. Приходит Уорд и стреляет в Гарольда, который падает с крыши и разбивается. Уорд кремирует тело, чтобы гарантировать, что он не вернется. Джой встречается с Давосом, который объясняет ей, что Дэнни нужно убить, и их подслушивает Гао. Дэнни убеждает Винг поехать с ним в Кунь-Лунь. Они достигают ворот, но понимают, что ворота отрезаны от Земли и окружены мертвыми членами Руки. |            |                                                                   |                 |                                                |               |

1. ↑  Каждый эпизод назван в честь последовательностей шаолинь цюань.[2][3]

## В ролях
| - Финн Джонс — Дэнни Рэнд / Железный кулак - Джессика Хенвик — Коллин Винг - Том Пелфри — Уорд Мичам - Джессика Строуп — Джой Мичам - Рамон Родригес — Бакуто - Саша Дхаван — Давос - Розарио Доусон — Клэр Темпл - Дэвид Уэнэм — Гарольд Мичам | - Дэвид Фёрр — Уэнделл Рэнд - Барретт Досс — Меган - Алекс Уайз — Кайл - Маркиз Родригес — Дэррил - Вай Чин Хо — Гао - Рамон Фернандес — Кевин Синглтон - Клифтон Дэвис — Лоуренс Уилкинс - Джон Сандерс — Дональд Хупер - Элиз Сантора — Мария Родригес | - Кэрри-Энн Мосс — Джери Хогарт - Тихуана Рикс — Темби Уоллес - Сюзанн Х. Смарт — Ширли Бенсон |

## Производство

### Разработка
В октябре 2013 года Deadline сообщил, что Marvel Television готовит четыре драматических сериала и мини-сериал общим количеством 60 серий, которые можно представить в формате «видео по запросу» и для кабельных сетей, и заинтересованность в этом выразили Netflix, Amazon и WGN America. Несколько недель спустя Marvel и Disney объявили, что Marvel Television и ABC Studios выпустят на Netflix сериалы о Железном кулаке, Сорвиголове, Джессике Джонс и Люке Кейдже, которые объединятся в мини-сериале, основанном на комиксах о Защитниках. В апреле 2015 года было объявлено официальное название «Железный кулак», а в декабре того же года Marvel объявила, что Скотт Бак будет шоураннером сериала. Исполнительными продюсерами сериала стали Джон Дал, Синди Холланд, Элли Госс, Элисон Энгел, Крис Хенигман, Алан Файн, Стэн Ли, Джо Кесада, Дэн Бакли, Джим Чори, Джеф Лоуб и Бак.

### Сценарий
Каждый эпизод сезона назван в честь последовательности шаолинь цюань. В июле 2016 года Кесада заявил, что в сезоне «многое происходит», а Бак и сценаристы сезона сплетают воедино «несколько великих легенд из настоящего и прошлого Marvel», включая тех, кого Кесада считал огромным числом антагонистов в одном сезоне сериала Marvel от Netflix. Бак сравнил «Железный кулак» с тайной, сказав: «Он во многом о том, как ты собираешься доказать, кто ты есть, когда нет никакого способа сделать это, и это не просто история, это также её тема». Сезон начинается с того, что Дэнни Рэнд возвращается в Нью-Йорк после того, как в течение 15 лет числился пропавшим без вести и считался погибшим. Бак сказал, что большая часть сезона была посвящена «путешествию в поисках себя… с точки зрения того, кем он хочет быть, вплоть до „Кто такой Дэнни Рэнд? Что такое Железный кулак?“, а затем: „Как всё это сочетается?“» Лоуб описал структуру сезона как выстраивающуюся «с помощью серии своего рода метафорических боёв, что очень важно в фильме о боевых искусствах, чтобы как бы показать, как персонаж должен вырасти из невинного человека с широко раскрытыми глазами в кого-то, кто должен смириться с тем, что „именно так устроен внешний мир — как я собираюсь заставить его работать на меня?“».
Продолжая идею из предыдущего сериалов Marvel от Netflix о том, что Нью-Йорк является «пятым Защитником», Лоуб сказал, что в этом сезоне будет рассмотрен финансовый мир Нью-Йорка высокого класса, и они будут изучать «один процент из одного процента и то, как это влияет на наш мир изо дня в день … корпорации высокого уровня, крупные фармацевтические компании и тому подобное». Актёр Финн Джонс добавил, что в этом сезоне рассматривались «корпоративная коррупция и корпоративная ответственность в современном мире, и… насколько сильно корпорации влияют на общество? И то, на что мы на самом деле смотрим в шоу, — это героиновая эпидемия в городе, и как корпорации, возможно, на самом деле финансируют героиновую эпидемию, и что это значит для общества». По поводу надевания Рэндом его костюма из комиксов в этом сезоне, Бак заявил: «Мы не могли придумать ни одной веской причины для того, чтобы одеть Дэнни Рэнда в костюм. Потому что Дэнни Рэнд всё ещё открывает для себя, кто он такой как герой и где он собирается быть, так что он ещё не готов надеть маску или костюм. В то же время он довольно хорошо известен как миллиардер, поэтому он не обязательно может появляться на публике и делать то, что он делает, оставаясь незамеченным. Это действительно становится проблемой для персонажа».

### Подбор актёров
Основной актёрский состав включает Джонса в роли Дэнни Рэнда / Железного кулака, Джессику Хенвик в роли Коллин Винг, Тома Пелфри в роли Уорда Мичама, Джессику Строуп в роли Джой Мичам, Рамона Родригеса в роли Бакуто, Сашу Дхавана в роли Давоса, Розарио Доусон в роли Клэр Темпл и Дэвида Уэнэма в роли Гарольда Мичама. Доусон возвращается к своей роли из предыдущих сериалов Marvel от Netflix.
На протяжении всего сезона во второстепенных ролях появляются Дэвид Фёрр в роли Уэнделла Рэнда, отца Дэнни; Барретт Досс в роли Меган, секретаря «Rand Enterprises»; Алекс Уайз в роли Кайла, личного помощника Гарольда Мичама; и Рамон Фернандес в роли Кевина Синглтона, телохранителя Гарольда Мичама. Вай Чинг Хо возвращается к своей роли Гао из сериала «Сорвиголова», а Маркиз Родригес возвращается к своей роли Дэррила из «Люка Кейджа». Клифтон Дэвис, Джон Сандерс, и Элиза Сантора исполняют соответствующие роли Лоуренса Уилкинса, Дональда Хупера и Марию Родригес, членов правления «Rand Enterprise». Также из предыдущих сериалов Marvel от Netflix возвращаются Кэрри-Энн Мосс в роли Джери Хогарт, Тихуана Рикс в роли Темби Уоллес и Сюзанн Х. Смарт в роли Ширли Бенсон.

### Дизайн
Стефани Маслански — художник по костюмам «Железного кулака», которая также работала над предыдущими сериалами Marvel от Netflix. Маслански отметила, что одним из отличий сезона от других сериалов Marvel от Netflix были районы, в которых он проводил время («более богатые районы; Мидтаун, Верхний Ист-Сайд и тому подобное») по сравнению с Адской кухней из «Сорвиголовы» и «Джессики Джонс» и Гарлемом из «Люка Кейджа». Таким образом, Рэнд носит больше костюмов, чем другие герои, и, учитывая количество боёв, которые он проводит в сезоне, было добавлено много спандекса, чтобы увеличить гибкость костюмов. Образ Рэнда меняется на протяжении всего сезона, и Маслански отмечает: «Когда мы впервые встречаемся с ним, он явно проделал долгий путь. Я хотела, чтобы люди смотрели на Дэнни и не были уверены в том, кем именно он был. Турист с рюкзаком или бездомный. Его внешний вид должен был отражать разнообразие культур [и почти казаться] потусторонним». Как только Рэнд попадает в корпоративный мир, он выбирает стиль «Urban Cali», который «немного свободнее, немного расслабленнее. Но это всё равно костюм. Его галстук никогда не завязан туго, и он всегда носит кроссовки». Этот непринуждённый стиль для Рэнд также создавал «сильный контраст» с Уордом Мичамом, который «гораздо более корпоративно выглядит». Костюмы монаха и костюм воина Рэнда были основаны на «настоящих костюмах шаолиньских монахов-воинов… Я позаимствовала этот характерный силуэт из одежды шаолиньского монаха-воина, и мы объединили его с традиционными цветами Железного кулака, зелёным и золотым». Что касается Гао, Маслански заявила, что «на её особый образ повлиял Древний Китай», в частности терракотовая армия, и он ещё больше развивает «злодейский» образ из сериалов Marvel от Netflix, «окружая себя [деньгами], красивыми вещами».

### Съёмки

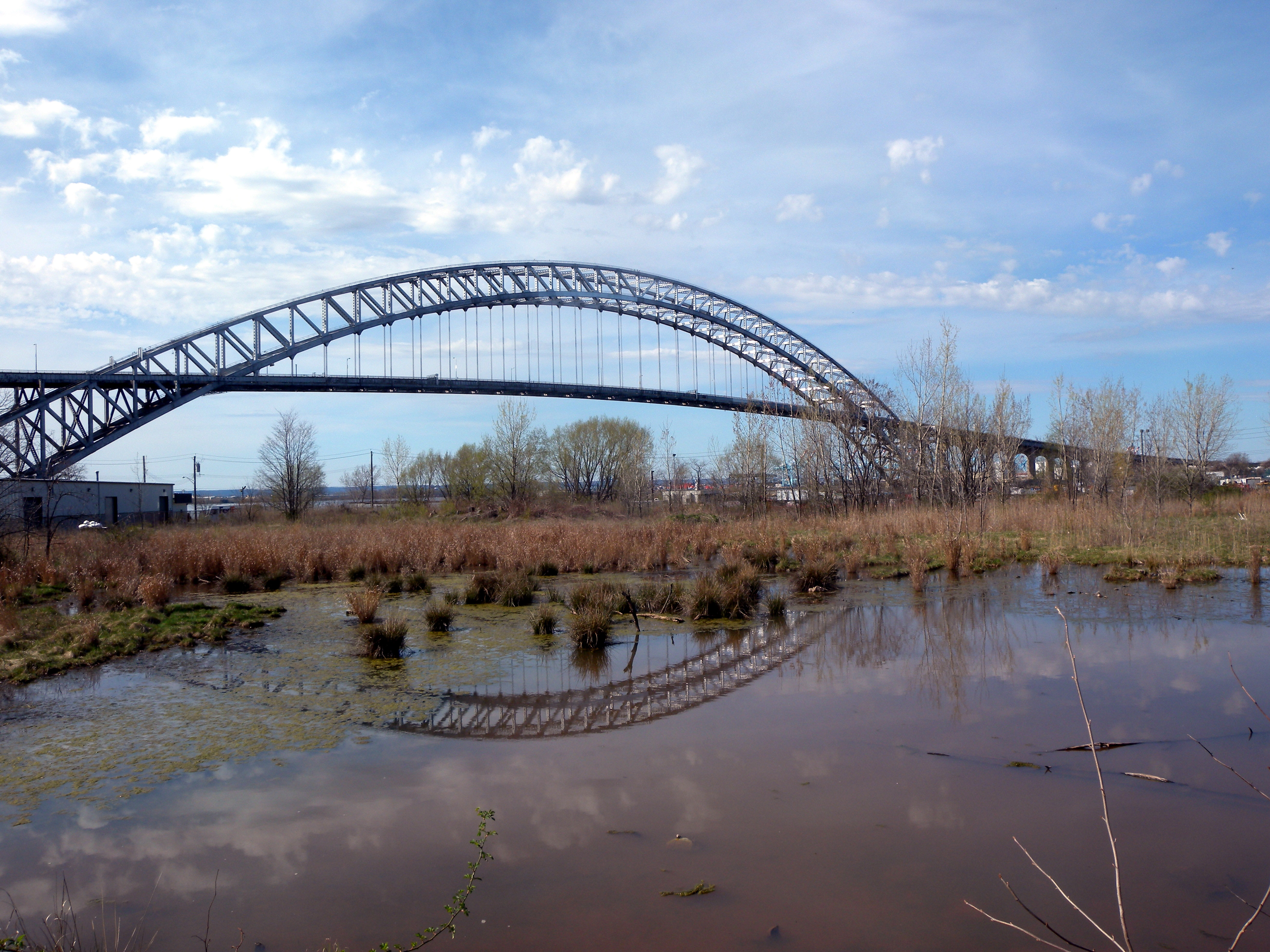
Бейоннский мост во время съёмок дублировался как Аньчжоу, Китай

В феврале 2014 года Marvel объявила, что сериал будет сниматься в Нью-Йорке, а в апреле Кесада заявил, что шоу будет сниматься на натуре в дополнение к работе на звуковой сцене. Съёмки начались в апреле 2016 года в Нью-Йорке под рабочим названием «Kick». Мануэль Биллетер был оператором-постановщиком сериала, работав до этого над первыми сезонами «Джессики Джонс» и «Люка Кейджа».
Места съёмок включали Маринерс-Харбор и Уютную гавань моряков на Статен-Айленде, которые использовали в качестве базы Бакуто; 28 Либерти-стрит для внешнего вида «Rand Enterprises», в то время как для некоторых внутренних съёмок использовалась Метлайф-Билдинг; 19 Грамерси-парк Саут в качестве дома Джой Мичам; Сити-Холл-парк; Чайнатаун, включая Мотт-стрит; вестибюль Дженерал-Электрик-билдинг в качестве пентхауса Гарольда Мичама; Манхэттенский мост; кладбище Грин-Вуд; Башню Банка Америки; Брайант-парк; Президентский люкс в InterContinental New York Barclay Hotel, служащий временной квартирой Рэнда; ресторан STK Midtown; Бруклинскую военно-морскую верфь; Пелем-Бей-парк; Бейоннский мост, который использовался в качестве моста в Аньчжоу, Китай; и Саттон-Плейс-парк. Съёмки завершились 8 октября 2016 года.
«Железный кулак» был снят c расширенным динамическим диапазоном (HDR), что, по словам Биллетера, добавило «кривую обучения» к его работе, заставив его переосмыслить, как он будет снимать определённые сцены, такие как с автомобильными фарами или уличными фонарями, которые становятся намного ярче в HDR. Чтобы компенсировать это, на съёмочной площадке дорисовывали фонари, чтобы «приглушить блики». Во время пост-продакшна над сезоном работала Deluxe, чтобы скорректировать цвета, которые у съёмочной группы не было возможности подкорректировать на съёмочной площадке.

#### Тренировка и постановка боёв
Бретт Чан был координатором трюков, хореографом драк и режиссёром второй команды в течение сезона, «приняв полное участие во всех эпизодах». Бак хотел, чтобы бои в сериале были в основном в стиле вин-чун, но также с использованием анималистических стилей кунг-фу, и Чан работал вместе с Баком и другими руководителями Marvel во время разработки боёв. Как режиссёр второй команды, объём творческого вклада Чана зависел от режиссёра эпизода, с которым он работал.На Чана оказали влияние работы братьев Шоу, Джеки Чана, Стивена Чоу, Брюса Ли и Юнь Вопхина, но он старался не делать так, чтобы всё выглядело «плавучим или с использованием страховки» по просьбе Marvel; для боёв работа со страховкой и CGI использовались минимально.
Чан тесно сотрудничал с Джонсом во время ранней подготовки к сезону, но во время съёмок он проводил большую часть своего времени либо за постановкой хореографических эпизодов, либо за работой на съёмочной площадке. Чан отметил, что у Джонса был очень плотный график, и было трудно найти время, чтобы обучить его боевым искусствам, которые, по мнению Чана, были «стилем жизни» и «не является тем, что вы можете просто взять или тренироваться время от времени. Это то, чему вы должны действительно посвятить себя». Он всё же отметил, что Хенвик тренировалась по шесть часов каждый день, независимо от того, была ли у неё запланирована тренировка в этот день или у неё были съёмки. Джонс пояснил, что у него было три недели до начала съёмок, чтобы подготовиться к сезону, в течение которых он проводил по два с половиной часа в день, пытаясь обучиться боевым искусствам, прежде чем заниматься силовыми тренировками во второй половине дня. Как только начались съёмки, у Джонса было полтора дня во время выходных, в течение которых он мог продолжить свои тренировки, а иначе ему пришлось бы изучать хореографию боёв за 15 минут до съёмок боевых сцен. Он описал этот процесс как «боевое крещение, которому я только что научился на работе».

### Музыка
Исполнительные продюсеры хотели, чтобы музыка звучала современно, и композитор Тревор Моррис согласился не использовать оркестр. Он всё же попробовал использовать некоторые инструменты, чтобы отразить азиатское влияние на сериал, но продюсеры сочли их «слишком традиционными». В конечном счёте были использованы только некоторые «сильно пострадавшие» японские флейты. Моррис также старался избегать традиционного использования тем для разных персонажей. Он всё же написал тему для Рэнда, которая звучит в титрах сериала, а также тему Руки, но в целом сосредоточился на музыке окружающей среды. Дополнительная музыка, прозвучавшая в сезоне, включает «So Fresh, So Clean» дуэта Outkast, «Krystal Karrington» дуэта Camp Lo, «Heat of the Moment» от Killah Priest, «Black Mags» дуэта The Cool Kids, «Hang N' Bang» Винса Стейплса, «Blockbuster Night, Pt. 1» дуэта Run the Jewels и музыка группы A Tribe Called Quest.
Marvel выпустила альбом с музыкой Морриса в цифровом формате 17 марта 2017 года, что совпало с выходом сезона. Также в альбом включён единственный сингл Андерсона Пака «Come Down». Вся музыка написана Тревором Моррисом, если не указано другое:
| №   | Название                                  | Длительность |
| --- | ----------------------------------------- | ------------ |
| 1.  | «Come Down» (в исполнении Андерсона Пака) | 2:47         |
| 2.  | «Iron Fist Main Titles»                   | 1:15         |
| 3.  | «Bad Tea»                                 | 1:46         |
| 4.  | «We Got You, Danny»                       | 1:03         |
| 5.  | «Meditation Time»                         | 2:33         |
| 6.  | «Circus Bribe»                            | 1:01         |
| 7.  | «Circus Was in Town»                      | 1:01         |
| 8.  | «M&M Delivery»                            | 1:24         |
| 9.  | «The Iron Fist»                           | 2:44         |
| 10. | «Dojo Intruders»                          | 1:45         |
| 11. | «Close»                                   | 1:04         |
| 12. | «New Digs»                                | 2:04         |
| 13. | «Brass Nuckles»                           | 2:17         |
| 14. | «Unexpected Guests»                       | 2:29         |
| 15. | «Gao DIY»                                 | 1:54         |
| 16. | «I Am the Weapon»                         | 6:43         |
| 17. | «Please Stay»                             | 2:19         |
| 18. | «The Gift of Anger»                       | 2:47         |
| 19. | «Time Is Up, Danny»                       | 2:03         |
| 20. | «Our Future»                              | 2:04         |
| 21. | «New Duty»                                | 2:10         |
| 22. | «Brother vs. Brother»                     | 3:44         |
| 23. | «New Family»                              | 1:18         |
| 24. | «Abandoned Academy»                       | 1:36         |
| 25. | «The Battle is Won»                       | 7:36         |
| 26. | «Things Changed»                          | 2:57         |

### Связь с КВМ
Работая над другими сериалами Marvel от Netflix, Бак описал «изрядную долю свободы», но «поскольку мы ведём к „Защитникам“, мы должны оставить наше шоу в очень специфическом месте с нашим персонажем, потому что мы как бы сажаем семена и истории, которые затем воплотятся в „Защитниках“.  Действительно, должно быть много сотрудничества между всеми остальными [шоураннерами сериалов]. Но в остальном мы работаем исключительно сами по себе». Сезон содержит отсылки к событиям «Мстителей», Халку, «Stark Industries», Джессике Джонс, Сорвиголове, Люку Кейджу и тюрьме Сигейт, а также упоминает байкерскую банду «Адские Псы», главного редактора New York Bulletin Митчелла Эллисона и репортёра Карен Пейдж, Roxxon Oil и Мидланд-Сёркл. События второго сезона «Сорвиголовы», такие как нападение Руки на больницу Метро-Дженерал, отмечаются на протяжении всего сезона, а также видно устройство Руки для откачки крови из этого сезона.

## Маркетинг
В октябре 2016 года Бак и основной актёрский состав продвигали сезон на New York Comic Con, представив эксклюзивные кадры из сезона и из первого трейлера. В начале февраля 2017 года был выпущен официальный трейлер сезона. Посмотрев трейлер, Дэвид Бетанкур из «The Washington Post» сравнил историю, представленную в нём, с сюжетом фильма «Бэтмен: Начало» (2005) и его смутил тот факт, что в трейлере не был показан костюм Железного кулака из комиксов. Эрик Франциско из Inverse отметил, что трейлер подвергся широкой критике в Твиттере за то, что в этом сезоне Рэнд изображён как «невыносимый хиппи из колледжа». 15 марта 2017 года состоялась премьера сезона в Центре актёрских искусств Трайбека в Нью-Йорке.

## В релиз
Первый сезон «Железного кулака» был выпущен 17 марта 2017 года на стриминговом сервисе Netflix по всему миру в формате Ultra HD 4K. Этот сезон, наряду с дополнительным сезоном «Железного кулака» и другими сериалами Marvel от Netflix, был удалён из библиотеки Netflix 1 марта 2022 года из-за того, что лицензия Netflix на сериал закончилась, а Disney вернула права себе. Сезон стал доступен на Disney+ в США, Канаде, Великобритании, Ирландии, Австралии и Новой Зеландии 16 марта, в преддверии его дебюта на других рынках Disney+ к концу 2022 года.

## Реакция

### Аудитория
Netflix не раскрывает количество подписчиков-зрителей своих сериалов, но Parrot Analytics определила, что первый сезон собрал более 63 миллионов «выражений спроса», уступая только 69 миллионам у «Люка Кейджа» в рамках всех сериалов Marvel от Netflix, при этом Parrot вычисляет выражения «путём оценки потокового видео, P2P-обмена, социальных общений и многого другого». По данным 7Park Data, которые измеряют количество трансляций на видеосервисах по подписке, «Железный кулак» стал самой просматриваемой премьерой на Netflix в 2017 году: 54,7% аудитории смотрело три и более серий «Железного кулака» 17 марта 2017 года. Средний балл составил 46,9%. 7Park Data также определила, что на «Железный кулак» пришлось 14,6% всех трансляций Netflix в день премьеры, что является самым высоким показателем среди всех сериалов, которые измерила компания, включая предыдущие премьеры Marvel от Netflix.
Позже Parrot сообщил, что спрос на «Железного кулака» через неделю после его запуска сократился вдвое. Это было самое большое снижение посещаемости сериала Marvel от Netflix, что указывает на то, что «люди начали залпом смотреть шоу в первые несколько дней, а затем не вернулись, чтобы закончить сезон в следующие выходные». Маркетингово-аналитическая фирма Jumpshot определила, что этот сезон стал третьим по посещаемости сезоном Netflix за первые 30 дней после премьеры, собрав 28% зрителей, которых набрал второй сезон «Сорвиголовы», который, по мнению фирмы, был самым просматриваемым сезоном. Jumpshot, который «анализирует данные о потоках кликов с онлайн-панели из более чем 100 миллионов потребителей», проанализировал поведение и активность пользователей компании в США, принимая во внимание относительное количество зрителей Netflix в США, которые посмотрели хотя бы один эпизод сезона.

### Реакция критиков
На сайте-агрегаторе Rotten Tomatoes сезон держит рейтинг 20% на основе 85 отзывов со средним рейтингом 4,20/10. Критический консенсус сайта гласит: «Несмотря на некоторые многообещающие моменты, „Железный кулак“ отягощён отсутствием динамики и оригинальности». На Metacritic сезон получил 37 баллов из 100 на основе 21-го критика, что указывает на «в целом неблагоприятные отзывы».
Просмотрев первые шесть серий сезона, Дэниел Финберг из «The Hollywood Reporter» пришёл к выводу, что «Железный кулак» стал «первой большой ошибкой» Marvel и Netflix, которым не хватает «аутентичности уличного уровня», присущей их предыдущим сериалам. Финберг чувствовал, что Джонс не смог улучшить материал, и вместо этого он предстал как «избалованный мальчик из братства». Он сказал, что в сезоне не хватало базовых архетипов персонажей, таких как «достойный противник нашему герою», комическое облегчение или «голос мудрого авторитета». Морин Райан из «Variety» написала отрицательный отзыв о первых двух эпизодах, назвав их «ужасно скучными» и «несущественными». Раскритиковав темп, экшн, общую характеризацию, дизайн постановки, операторскую работу и диалоги, Райан предположила, что Хенвик должна была стать звездой сезона вместо Джонса.
Роб Шеффилд из «Rolling Stone» раскритиковал выступление Джонса, назвав его «полностью лишённым харизмы, скорее детёнышем, чем волком-одиночкой». Он также почувствовал, что персонажу не хватает юмора и внутреннего смятения, и сказал, что «мистические цитаты Рэнда из Дзена звучат как „Мир Уэйна“, за вычетом изюминки». Эллисон Кин из Collider присудила сезону 3 звезды из 5 после просмотра первых шести серий. Она сказала, что в сезоне был хороший актёрский состав и отличная история происхождения, но был «ледяной темп» и прерывистый монтаж. Она действительно посчитала Джонса очаровательным, но согласилась с Финбергом в том, что в сезоне не хватает злодея, и почувствовала, что Темпл «не вписалась» в сезон. В своей рецензии для Screen Crush Кевин Фитцпатрик заявил: «„Железный кулак“ должен был быть намного более странным, чем он есть на самом деле, сродни тому, как „Доктор Стрэндж“ (2016), по сути, пересказал историю „Железного человека“ (2008) с достаточным количеством визуальных эффектов и эксцентричных персонажей второго плана, чтобы скрыть любые недостатки. „Железный кулак“ начинает подавать признаки жизни в шестом эпизоде... но задача попасть туда слишком сложна, особенно когда подавляющее большинство главных героев [настолько] непроработаны». Фитцпатрик чувствовал, что Коллин Винг была лучшей из второстепенных персонажей, и похвалил игру Хенвик.
Алан Сепинуолл из Uproxx сказал о первых шести эпизодах: «Это, пожалуй, худшее из шоу Marvel от Netflix», критикуя темп и «неправильный выбор» Джонса на главную роль. Он был более позитивно настроен к ролям Мосс и Доусон. Сепинуолл заключил: «Самая большая проблема с новым шоу заключается в том, что никто из участников, похоже, не имеет никакого представления о материале. Они просто делают в основном правдивую, но лишённую индивидуальности адаптацию, потому что четыре года назад кто-то в Marvel решил, что Дэнни должен быть [в „Защитниках“, и в результате] мы получили шоу, которое настолько безжизненно, что у меня нет никакого интереса заканчивать сезон». Дэн Джолин также дал 3 звезды из 5 в своём обзоре для «Empire». Он счёл полезным то, что «Железный кулак» был выпущен после того, как «Доктор Стрэндж» познакомил КВМ со «всем своим восточно-мистическим багажом», и назвал «Железный кулак» «свежим присутствием» по сравнению с «угрюмым, противоречивым героизмом» других Защитников. Джолин раскритиковал Бака за то, что у него «не было чувства связи со своей историей», которое было у предыдущих шоураннеров Marvel на Netflix, и чувствовал, что только в шестом эпизоде «вы по-настоящему почувствуете истоки криминального фильма о боевых искусствах» благодаря режиссёру RZA, который «наконец-то придает сериалу должный колорит… Этого достаточно, чтобы заставить вас жалеть, что они не сделали его шоураннером». Джолин заключил: «„Железный кулак“ привносит некоторую фантастическую изюминку в приземлённый мир Защитников в КВМ, но для этого нужно больше настоящего таланта кунг-фу, чем позволяет шоураннер Бак».
Отвечая на эти отзывы, Джонс сказал, что «эти шоу созданы не для критиков, они в первую очередь созданы для фанатов… когда фанаты мира Marvel на Netflix и фанаты комиксов посмотрят сериал через призму простого желания насладиться шоу супергероев, тогда им действительно понравится то, что они увидят». Позже Джонс объяснил негативные отзывы тем фактом, что его персонаж, «белый американский миллиардер», был похож на Дональда Трампа, который стал «врагом общества номер один, особенно в США» в период между созданием сезона и его выходом. В статье для Vox Алекс Абад-Сантос сказал, что Джонс просто пытался «снять вину» с себя, в то время как настоящая проблема сезона заключалась в том, что «никто не думал о том, что делает персонажа человеком». Абад-Сантос предположил, что сезон станет предупреждением для других, кто рассказывает истории о супергероях, которым, по его мнению, необходимо убедиться, что они «используют устоявшихся персонажей, чтобы затронуть другие темы — психические заболевания, отцовство, расу, травмы — вместо того, чтобы просто пересказывать старые сюжеты».

#### Критика боевых сцен
Финберг в своём обзоре раскритиковал боевые сцены в сезоне, назвав их «слабо поставленными и слишком короткими, без каких-либо усилий даже притвориться, что главный актёр шоу выполняет какие-либо из своих собственных трюков», и почувствовал, что «сила Дэнни и его расширенные способности едва объяснимы и непоследовательно изображены». Сепинуолл описал бои в сезоне как «одновременно короткие и неубедительные», раскритиковав способность Джонса вести бои, а также то, как они были сняты и смонтированы. Одна сцена сражения, включающая 56 переходов всего за 35 секунд отснятого материала, была отмечена некоторыми фанатами и критиками как символ проблем с боями в сезоне, а Кристофер Хутон из The Independent сказал, что монтаж создал эту «дезориентирующую, беспорядочную и, в конечном счёте, не особенно впечатляющую сцену». Он сравнил это с тем, что, по его мнению, было превосходной работой Джеки Чана, сославшись на сцену боя в одном дубле с участием этого исполнителя, а также на сцены драк из «Сорвиголовы», которые «имели большой успех благодаря более продуманному выбору кадров и более минимальной нарезке, чем „Железный кулак“».
Алоизиус Лоу из CNET также сравнил бои Джонса в этом сезоне с боями Чана и Джета Ли, сказав: «В нём нет той элегантности, которую я ожидаю от мастера кунг-фу, и он получает удары слишком легко для подготовленного эксперта». Лоу также раскритиковал тот факт, что Джонс не смог драться обоими кулаками в сезоне, отметив при этом, что лучшим боём сезона, по его мнению, был тот, когда Джонс столкнулся с техникой пьяного кулака и проиграл из-за этого, а Рэнд выиграл этот бой только благодаря «неизбежной неуязвимости [его] сюжетной брони». Брук Х. из Pop Culture Uncovered считает, что многие проблемы со сценами драк в сезоне возникли из-за решения смоделировать «Железного кулака» на основе американских боевиков 1980-х и 1990-х годов, а не обновлять стиль гонконгских фильмов 1970-х годов: в этом сезоне «нет текучести, разнообразия, интересных стилей или перепалки между бойцами. Эти бои были американской интерпретацией боевых искусств, использующей облик кунг-фу, чтобы замаскировать не что иное, как обычную драку». В статье Брука Х. отмечалось, что у Чана был большой опыт работы в качестве координатора трюков, но ограниченное время он работал хореографом драк до прихода в сериал, в то время как профессиональный хореограф драк, обсуждавший сезон, счёл, что проблема была не в хореографии, поскольку «я вижу, к чему клонили хореографы», а в актёрах, особенно в Джонсе, и они были просто недостаточно квалифицированы, чтобы справиться с ними. Быстрый монтаж также подвергся критике, опять же, как и попытки «замедлить съёмку в стиле Вачовски и сразу же ускорить», которые «с треском провалились».

### Споры насчёт кастинга
После анонса сериала Расс Берлингейм из ComicBook.com отметил, что у Marvel, возможно, возникло искушение поменять Дэнни Рэнда с белого человека на человека азиатского происхождения, особенно учитывая, что другие сериалы Marvel от Netflix «Джессика Джонс» и «Люк Кейдж» уже создали прецедент увеличения разнообразия, дав соответствующие главные роли женщине и афроамериканцу. Однако Берлингейм был против этого, желая увидеть «классическую» версию персонажа и чувствуя, что делать персонажа азиатом просто потому, что он мастер боевых искусств, само по себе было «тихим, утончённым расизмом». Эта ситуация, когда на роль надо было выбирать либо белого актёра, либо американца азиатского происхождения, была описана Девином Фарачи из Birth.Movies.Death как «проигрышная», в то время как Альберт Чинг из Comic Book Resources был категорически против кастинга американца азиатского происхождения. Он сказал, что любое дополнительное изображение американцев азиатского происхождения на экране было бы положительным, но ему также не нравится идея о том, что первый крупный азиатский супергерой в кино или на телевидении является мастером боевых искусств. Чинг задался вопросом, почему эта дискуссия не была затронута с каким-либо другим персонажем, и предложил вместо этого выбрать небелого, неазиатского актёра, чтобы избежать обеих проблем. Он выделил кастинг Хлои Беннет и Минг-На Вен в сериале КВМ «Агенты „Щ.И.Т.“», обеих в «нестереотипных ролях», в качестве примеров того, на каких ролях он предпочёл бы видеть американцев азиатского происхождения.
В ответ на это Кит Чоу из The Nerds of Color специально попросил Marvel пригласить на эту роль американца азиатского происхождения. Чоу сосредоточился на недостатке азиатско-американского представления на мейнстримном телевидении и в фильмах, на том факте, что историю персонажа не нужно было бы менять, чтобы учесть это различие, и на том, как это помешало бы изображению элементов образа «белого спасителя» там, где «белый парень лучше изображает азиата, чем сам азиат». Чоу не считал, что это было равносильно простому добавлению в сериал другого азиатского героя, такого как Шан-Чи, поскольку существует разница между опытом азиатского персонажа и американца азиатского происхождения, причём последний всё ещё может вести сюжетную линию «рыба, вытащенная из воды», как это делает Рэнд в комиксах. Чоу не согласился с тем, что было бы расизмом иметь азиатско-американского мастера боевых искусств, поскольку боевые искусства являются естественной частью азиатско-американского наследия и не были бы единственным, чем занимается персонаж; он привёл в пример Дэниела Ву в сериале «В пустыне смерти», единственного другого азиатско-американского героя в популярном сериале о боевых искусствах, который согласился сняться в этом сериале, несмотря на воспринимаемые стереотипы, из-за характеризации, выходящей за рамки борьбы, и потому, что его «культура действительно создала кунг-фу, так это стереотип? Нет, это часть [моей] истории». Чоу запустил хэштег #AAIronFist в Твиттере, положив начало движению, которое получило поддержку от «известных людей», таких как Лекси Александр и Гейл Симон.
Marvel и Netflix узнали о движении по поводу того, чтобы пригласить американца азиатского происхождения на роль Дэнни Рэнда, особенно после того, как Чоу начал писать на эту тему в марте 2014 года, и рассмотривали нескольких актёров азиатско-американского происхождения на эту роль. Среди них рассматривался Льюис Тан, который в этом сезоне появился в качестве приглашённой звезды в роли злодея Чжоу Ченга. Однако к тому времени, когда Бак был объявлен шоураннером в декабре 2015 года, студии «склонялись к тому, чтобы оставить Железного кулака белым». Джонс, который является белым, получил роль в феврале 2016 года.
После кастинга Роб Брикен из io9 выступил против комментаторов, которые приняли кандидатуру Джонса, потому что Marvel оказалась в ситуации «будь они прокляты, если согласятся, будь они прокляты, если нет», чувствуя, что это неправда, потому что выгоды, которые могли бы быть получены от кастинга актёра азиатско-американского происхождения, в том числе от того, что персонаж «вернёт своё азиатское наследие, вместо того чтобы брать его у других», перевешивали простое копирование стереотипов из комиксов. Посмотрев сезон полностью, если коллега Кэтрин Трендекоста позже добавила, что азиатско-американский Дэнни Рэнд был бы интереснее финальной версии, особенно с точки зрения возможности исследовать, что он чувствовал по поводу возвращения в Америку, ставшую скорее стереотипом, и ощущения себя не своей тарелке в Кунь-Луне из-за того, что он американец, и в то же время чувствуя себя не своей тарелке в кругах высшего общества Америки из-за того, что он азиат. В ответ на эту критику Джонс согласился с тем, что в «кино и на телевидении должно быть больше разнообразия», но был сбит с толку тем, почему интернет-комментаторы в особенности атаковали «Железного кулака», и сказал, что вместо этого им следует злиться на «реальные проблемы в мире». После того, как в марте 2017 года Джонс обсудил иронию того, что он отстаивает разнообразие через свой аккаунт в Твиттере, он добавил, что продюсеры решили обратить внимание на проблемные аспекты персонажа и окружить его «одним из самых разнообразных» актёрских составов из сериалов Marvel на Netflix, чтобы создать «социально прогрессивную историю», не оттолкнув фанатов комиксов. Впоследствии Джонс удалил свой аккаунт в Твиттере.
В ответ на конкретные критические замечания о том, что Рэнд является «белым спасителем», Бак сказал, что он подошёл к персонажу, не зная о расовых проблемах, окружающих его, и о его истории в комиксах, и что «я могу сказать совершенно определённо, что Дэнни Рэнд — не белый спаситель. Он пытается спасти себя, если уж на то пошло». Джонс согласился, сказав: «Дэнни Рэнд — не белый спаситель. Дэнни Рэнд едва может спасти самого себя, не говоря уже о целой расе людей. Он очень сложный, ранимый человек». Джонс посчитал, что превращение Кунь-Луня в мультикультурное место для сериала помогло уменьшить повествование о белом спасителе, заявив при этом: «Выбор тематики и повествования зависит от сценаристов. И от нас, актёров, зависит попытаться вдохнуть жизнь в этих персонажей как можно правдивее и честнее и с [как можно большей] неподдельной страстью». Рой Томас, соавтор персонажа, также выступил в защиту сезона после обвинений в культурном присвоении, заявив, что персонаж был создан для менее «политкорректного» времени и что Кунь-Лунь всегда задумывался как мифическое место, а не как олицетворение Азии. Томас добавил, что его бы не беспокоило, если бы персонаж был изменён на американца азиатского происхождения, но ему не было «стыдно» за то, что Рэнд остался белым.

### Награды
Сезон был номинирован в категории «Лучший супергеройский сериал, выпущенный новыми медиа» на 44-й церемонии премии «Сатурн», но проиграл сериалу Marvel «Каратель».